# Lũy thừa hoàn hảo

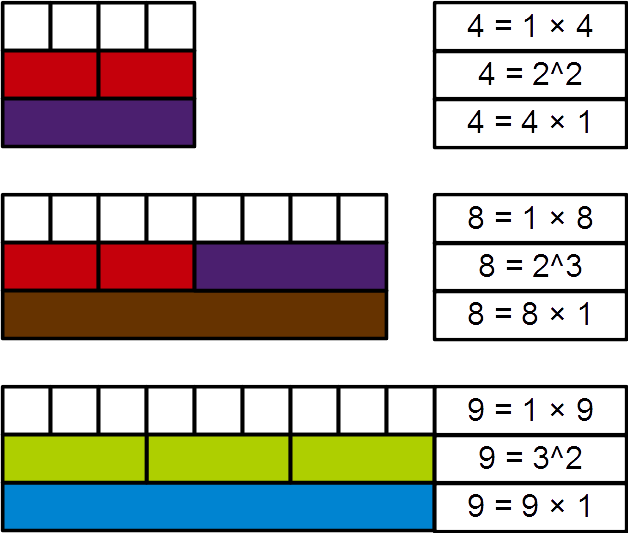
Mô phỏng bằng các thanh Cuisenaire về bản chất lũy thừa hoàn hảo của 4, 8, và 9

Trong toán học, lũy thừa hoàn hảo là số tự nhiên bằng tích của các phần tử bằng nhau, hay nói cách khác, một số nguyên có thể biểu diễn thành lũy thừa có bậc lớn hơn một của một số nguyên khác cũng lớn hơn một. Nói theo công thức thì, n được gọi là lũy thừa hoàn hảo khi tồn tại một số số nguyên m > 1 và k > 1 sao cho mk = n. Trong trường hợp này n cũng có thể gọi là lũy thừa hoàn hảo bậc k. Nếu k = 2 hoặc k = 3 thì n được gọi là số chính phương hoặc số lập phương tương ứng. Đôi khi 0 and 1 cũng được coi là lũy thừa hoàn hảo mặc dù (0k = 0 với mọi k > 0, 1k = 1 cũng với mọi k).

## Các ví dụ và tổng
Dãy các lũy thừa hoàn hảo có thể được sinh bằng cách chạy qua các giá trị m và k. Một số phần tử đầu trong dãy (cho phép lặp lại là): (dãy số A072103 trong bảng OEIS): 
{\displaystyle 2^{2}=4,\ 2^{3}=8,\ 3^{2}=9,\ 2^{4}=16,\ 4^{2}=16,\ 5^{2}=25,\ 3^{3}=27,} {\displaystyle 2^{5}=32,\ 6^{2}=36,\ 7^{2}=49,\ 2^{6}=64,\ 4^{3}=64,\ 8^{2}=64,\dots }
Tổng chuỗi các nghịch đảo của lũy thừa hoàn hảo (bao gồm lặp lại như 34 và 92, cả hai đều bằng 81) bằng 1:
{\displaystyle \sum _{m=2}^{\infty }\sum _{k=2}^{\infty }{\frac {1}{m^{k}}}=1.}
Tổng trên được tính như sau:
{\displaystyle \sum _{m=2}^{\infty }\sum _{k=2}^{\infty }{\frac {1}{m^{k}}}=\sum _{m=2}^{\infty }{\frac {1}{m^{2}}}\sum _{k=0}^{\infty }{\frac {1}{m^{k}}}=\sum _{m=2}^{\infty }{\frac {1}{m^{2}}}\left({\frac {m}{m-1}}\right)=\sum _{m=2}^{\infty }{\frac {1}{m(m-1)}}=\sum _{m=2}^{\infty }\left({\frac {1}{m-1}}-{\frac {1}{m}}\right)=1\,.}
Dãy các lũy thừa hoàn hảo không lặp lại là:
(đôi khi bao gồm 0 và 1), 4, 8, 9, 16, 25, 27, 32, 36, 49, 64, 81, 100, 121, 125, 128, 144, 169, 196, 216, 225, 243, 256, 289, 324, 343, 361, 400, 441, 484, 512, 529, 576, 625, 676, 729, 784, 841, 900, 961, 1000, 1024, ... (dãy số A001597 trong bảng OEIS)
Tổng các nghịch đảo của dãy lũy thừa hoàn hảo p mà không có lặp lại là:
{\displaystyle \sum _{p}{\frac {1}{p}}=\sum _{k=2}^{\infty }\mu (k)(1-\zeta (k))\approx 0.874464368\dots }
với μ(k) là hàm Möbius và ζ(k) là hàm zeta Riemann.
Theo lời của Euler, Goldbach đã cho thấy (trong một bức thư hiện đã mất đi) tổng của 1/p − 1 trên tập các lũy thừa hoàn hảo p, ngoại trừ 1 và lặp lại, là 1:
{\displaystyle \sum _{p}{\frac {1}{p-1}}={{\frac {1}{3}}+{\frac {1}{7}}+{\frac {1}{8}}+{\frac {1}{15}}+{\frac {1}{24}}+{\frac {1}{26}}+{\frac {1}{31}}}+\cdots =1.}
Đôi khi được gọi là định lý Goldbach–Euler.

## Kiểm tra lũy thừa hoàn hảo
Có nhiều cách ta có thể kiểm tra xem liệu n có phải là lũy thừa hoàn hảo không, với mỗi cách có thể có độ phức tạp tính toán khác nhau . Một trong những cách đơn giản nhất là xét toàn bộ các giá trị k trên mỗi ước của n, cho tới {\displaystyle k\leq \log _{2}n}. Nếu các ước của {\displaystyle n} là {\displaystyle n_{1},n_{2},\dots ,n_{j}} thì một trong các giá trị {\displaystyle n_{1}^{2},n_{2}^{2},\dots ,n_{j}^{2},n_{1}^{3},n_{2}^{3},\dots } phải bằng n nếu n là lũy thừa hoàn hảo.
Phương pháp có thể đơn giản hơn nếu ta chỉ xét các giá trị nguyên tố của k. Lý do có thể làm được vậy là bởi nếu {\displaystyle n=m^{k}} với hợp số {\displaystyle k=ap} và p là số nguyên tố thì ta có thể viết n lại thành {\displaystyle n=m^{k}=m^{ap}=(m^{a})^{p}}. Bởi vậy, tối thiểu thì k phải là số nguyên tố.
Nếu toàn bộ phân tích nguyên tố của n đã được tính, {\displaystyle n=p_{1}^{\alpha _{1}}p_{2}^{\alpha _{2}}\cdots p_{r}^{\alpha _{r}}} trong đó {\displaystyle p_{i}} là các số nguyên tố phân biệt, thì n là lũy thừa hoàn hảo khi và chỉ khi {\displaystyle ucln(\alpha _{1},\alpha _{2},\ldots ,\alpha _{r})>1} (ucln kí hiệu Ước chung lớn nhất). Để lấy ví dụ, xét n = 296·360·724. Bởi ucln(96, 60, 24) = 12, n là số lũy thừa hoàn hảo bậc 12 (đồng thời bậc 6, bậc 4, bậc 3 và bậc 2 vì 6, 4, 3 và 2 đều là ước của 12).

## Khoảng cách giữa các lũy thừa hoàn hảo
Vào năm 2002 nhà toán học Romanian Preda Mihăilescu đã chứng minh chỉ có duy nhất một cặp lũy thừa hoàn hảo liên tiếp là 23 = 8 và 32 = 9, qua đó chứng minh giả thuyết Catalan.
Giả thuyết Pillai tổng quát hơn, cho rằng với bất kỳ số nguyên dương k chỉ có hữu hạn số cặp có khoảng cách giữa hai lũy thừa hoàn hảo trong cặp bằng k. Bài toán này hiện nay vẫn chưa có lời giải.